# Manitoba Census Division No. 4
Die Census Division No. 4 in der kanadischen Provinz Manitoba gehört zur South Central Region. Sie hat eine Fläche von 4481,6 km² und 9986 Einwohner (Stand: 2016). 2011 betrug die Einwohnerzahl 9306.

## Census Subdivisions
Im Folgenden die "Census Subdivisions" („Zensus-Untergliederungen“) der Division No. 4 mit Stand vom Census 2016.
- Argyle (Rural municipality)
- Cartwright-Roblin (Municipality)
- Lorne (Municipality)
- Louise (Municipality)
- Pembina (Municipality)
- Swan Lake 7 (Indian reserve)